# Henri-Léonard Wassmus
Henri-Léonard Wassmus ou Weissmuss, est un ébéniste français né à Paris le 15 décembre 1817 et mort dans la même ville le 27 juillet 1884.

## Biographie
Henri-Léonard Wassmus est le fils de Jean-Henri-Chrétien Wassmus ou Weissmuss (1784-1858), ébéniste, originaire de Gross Flöte (Hanovre), et d'Angeline Roussel, qu'il a épousée à Paris le 23 mars 1816. Sa mère meurt en 1824.
Le 2 octobre 1841, il épouse à Paris (IXe arrondissement) Marie-Claudine Chardon, née à Vermanton (Yonne). Établi comme ébéniste dans les années 1840, il acquiert très vite une réputation d'artiste et ses productions ornent « les salons les plus élégants » (Le Constitutionnel). Il obtient une médaille à l'exposition des produits de l'industrie française de 1844. Le rapport du jury salue "des produits beaux, imités avec goût, exécutés avec un sentiment des arts bien compris".
Le 18 juin 1847, Wassmus tue d'un coup de pistolet son beau-frère, le sculpteur sur bois Jules Delorme, qui était l'amant de sa femme. Traduit devant la Cour d'assises de la Seine, il est acquitté le 23 octobre 1847, mais doit verser une pension alimentaire à la fille du défunt jusqu'à ses dix-huit ans. A cette occasion, Le Constitutionnel fait de l'ébéniste un portrait très favorable : "Sa tête blonde, rêveuse et fine, offre le type particulier de la race allemande. Elle rappelle vaguement le profil mélancolique et inspiré de Schiller. Ses manières sont parfaitement convenables, sa mise est pleine de distinction. Du reste, Wassmus n'est pas seulement un ouvrier, c'est un artiste. Il n'a point de rival pour l'ébénisterie d'incrustation et de marqueterie."
Le 27 décembre 1848, Wassmus et son épouse ont un fils, Paul-Etienne-Henri Wassmus.
Henri-Léonard Wassmus est naturalisé Français par arrêté de la commission du pouvoir exécutif du 6 mai 1848.
Il reçoit des mentions honorables à l'Exposition universelle de 1855 pour un grand meuble en marqueterie Boulle et une commode en marqueterie de bois.
Il fait faillite une première fois le 26 décembre 1861. Le 25 février 1863, il crée avec un commanditaire une société en nom collectif ayant pour siège son domicile 146, rue du Faubourg Saint-Denis. Il fait faillite une deuxième fois le 27 septembre 1866. Un concordat avec ses créanciers intervient en 1870.
Par arrêté du ministre d'Etat du 21 juin 1866, Wassmus est admis comme exposant à l'Exposition universelle de 1867 au sein des classes 14 et 15 réunies (« Meubles de luxe, ouvrages de tapisserie et de décorateur »). Il y expose notamment une commode Louis XVI en marqueterie et un grand cadre de glace de style Louis XIV, « genre Boulle ».
Wassmus, désormais intitulé « marchand de curiosités », fait faillite une troisième fois le 14 mai 1875.
Il décède à son domicile, 207, boulevard Voltaire, dans le XIe arrondissement de Paris, le 27 juillet 1884. Son acte de décès le qualifie simplement d'« employé ». Il est inhumé au cimetière parisien de Saint-Ouen. Son épouse décède à son tour trois ans plus tard le 14 juin 1887.

## Œuvre
Dessinateur de talent, il exécuta surtout des meubles de style Louis XIV, Louis XV et Louis XVI, en particulier des pièces en marqueterie Boulle et d'autres dans le goût de Riesener.
Il fut fournisseur du Mobilier Impérial de Napoléon III. 
En 1855, l'ébéniste livra pour l'empereur quatre copies du bureau de la bibliothèque de Louis XVI à Compiègne et à Fontainebleau par Beneman. Deux exemplaires figurent encore dans les collections du Mobilier national (GME 11109 et GME 16019).
Le Mobilier national conserve en outre plusieurs chefs-d'œuvre de Wassmus, notamment une table de style Louis XV livré en 1855 pour le grand salon de l'appartement de l'impératrice Eugénie à Saint-Cloud (GME 4289) et une table de famille livrée en 1856 pour le grand salon ou salon blanc de l'Orangerie de Saint-Cloud (GME 12167).
Les commodes de style Louis XVI, meublant l'hôtel de Marigny à Paris sont de Wassmus. Elles proviennent de la chambre du prince impérial au Palais de l'Elysée.

## Fortune critique
Les contemporains de Wassmus sont le plus souvent admiratifs de la qualité de ses productions, tout en soulignant que son exigence artistique ne répond pas aux critères de rentabilité économique.
"Parmi les beaux meubles des divers styles, ceux de MM. Wassmus se font remarquer par la grâce et la richesse ; c'est une commode, c'est une table en marqueterie, et fort élégantes; puis une grande armoire en ébène dont les panneaux en écaille de l'Inde sont incrustés de cuivre, style Louis XIV, d'une belle facture", note le journaliste Achille Kauffmann lors de l'Exposition de 1855.
"A la bonne heure , ceci est de l'art et du grand, écrit Auguste Luchet après l'exposition de 1867. Par malheur on boit de l'eau à travailler ainsi, et les faiseurs de camelote vous raillent : deux raisons rédhibitoires. Notre époque aura sur la conscience Wassmus et Sauvrezy."  "J'ai vu, renchérit l'architecte Rodolphe Pfnor, chez ce pauvre cher Wassmus, fournisseur sacrifié de la Couronne, une armoire dont il demandait 10,000 francs ; ce n'était que son temps payé et sa marchandise, non pas son art, bien s'en fallait. Le cadre incomparable qu'il a exposé l'année dernière lui coûtait plus de 6,000 francs, le prix d'un lit estimable que me montrait un jour Frédéric Roux. C'est du mobilier qui ne convient pas à tout le monde. Il y faut du goût ou de l'orgueil." 
Un autre critique, Jules Joly, qui publie sous le pseudonyme de Grangedor, fait l'éloge des travaux exposés par l'ébéniste en 1867 : "Un maître consacré par de longues années de succès, et qui nous donne aussi un cadre en écaille incrustée, libre et superbe interprétation du style Louis XIV, M. Wassmus, vient d'exposer, il y a peu de temps, un de ces types de marqueterie qui continuent heureusement la tradition professionnelle, tout en accusant une saillante personnalité. C'est une commode Louis XVI cherchée, comme lignes et détails de forme, dans le plus pur style du temps, et dont le devant, aux tiroirs dissimulés, développe un triple motif merveilleusement conçu. Une branche fleurie becquetée par des oiseaux, dont les ailes noires accusent heureusement la partie centrale, détachée sur fond d'érable gris clair; à droite et à gauche, des vases fleuris, sur gris plus foncé, avec quelques touches discrètes de rouge intense et de violet. Proportions de la couleur et du dessin, tout y est excellent. Rien de trop en dehors, rien non plus d'étouffe. Rien de cette fausse harmonie qui, sous prétexte de calme, consiste à tout refroidir, à tout éteindre : triste emprunt fait rarement, il est vrai, par notre art industriel à une section dévoyée de notre école de peinture, les maniérés du gris dans le sec."

## Sources
1. ↑  « Cours et tribunaux. Justice criminelle », Le Constitutionnel, no 297,‎ 24 octobre 1847, p. 4-5
2. ↑  Exposition des produits de l'industrie française en 1844. Rapport du jury central, tome III, Imprimerie de Fain et Thunot, 1844, p. 101-102
3. ↑  « Arrêtés de la commission du pouvoir exécutif intéressant le département », Recueil des actes administratifs de la préfecture du département de la Seine, no 6,‎ 1848, p. 229
4. ↑  Prince Jérôme Napoléon (dir.], Exposition universelle de 1855 : Rapports du jury mixte international, volume 2, Paris, Imprimerie impériale, 1856, p. 463
5. ↑  « Faillites », Gazette des tribunaux, no 10841,‎ 28 décembre 1861, p. 1272
6. ↑  « Sociétés », Gazette des tribunaux, no 11208,‎ 8 mars 1863, p. 238
7. ↑  « Faillites », Gazette des tribunaux, no 12305,‎ 29 septembre 1866, p. 938
8. ↑  « Concordats », Gazette des tribunaux, no 13355,‎ 7-8 février 1870, p. 134
9. ↑  « Exposition universelle de 1867 à Paris. Commission impériale », Le Constitutionnel, no 240,‎ 28 août 1866
10. ↑  Auguste Luchet, L'art industriel a l'exposition universelle de 1867, Paris, Librairie internationale, 1868, p. 199
11. ↑  « Faillite Wassmus », Gazette des tribunaux, no 14951,‎ 28 mai 1875, p. 514
12. ↑  Arnaud Denis, « Les livraisons de H.-L. Wassmus », dans Emmanuelle Le Bail, Bernard Chevallier et Arnaud Denis, Les derniers feux du palais de Saint-Cloud, Saint-Cloud, Ville de Saint-Cloud, 2019, p. 56-61
13. ↑  Kaufmann, « Produits de l'industrie », Revue de Paris, no 28,‎ 1855, p. 451
14. ↑  Auguste Luchet, L'art industriel à l'exposition universelle de 1867, Librairie internationale, 1868, p. 199
15. ↑  Rodolphe Pfnor, Ornementation usuelle de toutes les époques dans les arts ..., Volume 2, Librairie artistique, 1867-1868, p. 83
16. ↑  J. Grangedor, « Exposition universelle. Industries du luxe », Revue nationale et étrangère politique, littéraire et scientifique, vol. t. premier,‎ 1867, p. 86